# Puccinellia tenella
Puccinellia tenella là một loài thực vật có hoa trong họ Hòa thảo. Loài này được (Lange) Holmb. ex Porsild miêu tả khoa học đầu tiên năm 1926.